# قواع غرناطي
القواع الغرناطي أو القواع الإيبيري (Lepus granatensis) هو نوع من أنواع القواعات التي تتواجد في شبه الجزيرة الإيبيرية وفي جزيرة ميورقة.